# Spaits Péter
Spaits Péter (Körmend, 1734. május 20. – Bős, 1797. május 22.) Jézus-társasági áldozópap, egyetemi tanár, majd katolikus plébános.

## Élete
1751. október 18-án felvételt nyert a Jézus-társaságba. Tanulmányai elvégezte után Nagyszombatban konviktusi tanulmányi felügyelő lett és 1765-től a mértan és építészet tanára volt az egyetemen. A rend eltöröltetése (1773) után bősi (Pozsony megye) plébános lett.

## Műve
- Oratio panegyrica P. Ivoni Facultatis juridicae patrono habita. Tyrnaviae, 1764